# Guinevere Planitia
Guinevere Planitia je planina na povrchu Venuše, která se rozkládá na území mezi 0 až 57° severní šířky a 180 až 300° východní délky. Jedná se o sníženou oblast terénu situovanou mezi Beta Regio a Eistla Regio. Výzkumy naznačují, že oblast je překryta lávovým materiálem různé barvy od světlé až po tmavou.
V oblasti byly pozorovány projevy sopečné aktivity a to v podobě štítových sopek, lávových proudů, malých sopečných dómů či další.